# Samuel Naeranus
Samuel Naeranus (* 24. November 1582 in Dordrecht; † 1641 in Amersfoort) war ein evangelisch-reformierter niederländischer Geistlicher, der als prominenter Remonstrant 1618 auf der Dordrechter Synode vorgeladen wurde.

## Biografie
Samuel Naeranus war ein Sohn von Servatius und Johanna Naeranus. Der Vater war seit 1578 Pfarrer in Dordrecht, die Mutter war Handschuhmacherin. Das Ehepaar hatte außer Samuel weitere Söhne namens Johann, Abraham und Isaac. Die ganze Familie spielt in der remonstrantischen Bewegung eine wichtige Rolle. Samuel besuchte die Lateinschule zu Dordrecht und war ein Schüler des Cornelius Rekenarius, dem er nach Amsterdam folgte, als dieser dort die Stelle eines Konrektors antrat. 1604 ist Naeranus als Student der Theologie und Philosophie (letteren) an der hohen Schule zu Saumur, anschließend an der hohen Schule zu Sedan. Aus dieser Studentenzeit datiert die Freundschaft mit Philippe Duplessis-Mornay. Von 1606 bis 1610 hatte Naeranus in Sedan eine Professur für Altgriechisch. Weitere Freundschaften, die durch Naeranus’ Liber amicorum dokumentiert sind, bestanden mit Jacobus Arminius, Daniel Heinsius, Gerhard Johannes Vossius, Jacobus Polyander und Justus Lipsius.
Warum Naeranus in die Niederlande zurückkehrte, ist nicht bekannt. 1611 trat er seine erste Pfarrstelle in Hazerswoude an, 1617 wechselte er nach Amersfoort. Im Oktober 1618 wurde er von dem Utrechter Kreis remonstrantisch gesinnter Pfarrer als Scriba gewählt und war auf der Dordrechter Synode einer von drei remonstrantischen Delegierten (die übrigen Remonstranten waren dort, weil sie vorgeladen worden waren). Er nahm an der Synode teil vom 13. November 1618 bis zum Ausschluss  der Remonstranten am 14. Januar 1619. Die Verurteilung der Remonstranten in Dordrecht hatte zur Folge, dass Naeranus seine Pfarrstelle verlor und bei Waalwijk aus den Niederlanden ausgewiesen wurde. Er schloss sich der remonstrantischen Gemeinde in Antwerpen an. Von dort aus unternahm er mehrfach geheime Reisen in die Niederlande, unter anderem 1620, als seine zweite Frau Catharina im Sterben lag. Die Behörden versuchten, ihn bei dieser Gelegenheit im Raum Amersfoort zu verhaften, aber Naeranus erfuhr unterwegs, dass seine Frau bereits verstorben war, und kehrte um. Ab 1622 war er Pfarrer der niederländischen Kaufmannsgemeinde in Danzig, amtierte aber unter dem Namen Broekhuyzen. Dann geriet Danzig während des Dreißigjährigen Krieges in Gefahr, belagert zu werden. Naeranus floh 1626 aus der Stadt und kehrte erst 1631 wieder dorthin zurück. Als die remonstrantische Gemeinde zu Amersfoort 1632 ihn als Pfarrer berief, hatten sich die politischen Rahmenbedingungen für die Remonstranten so verbessert, dass der Antritt dieser Stelle kein Sicherheitsrisiko mehr bedeutete. 
Naeranus verfasste mehrere Schriften in lateinischer und niederländischer Sprache, darunter den ersten remonstrantischen Katechismus (Onderwyzing in de christelyke religie, gesteld by vragen en antwoorden naar de belydenis der remonstrantsche gereformeerde Christenen), der mehrere Auflagen erlebte.
Samuel Naeranus war dreimal verheiratet, in erster Ehe mit Jeanne Hartfortier, in zweiter Ehe mit Catharina Zwaneveld und in dritter Ehe mit Maria, einer Tochter Franz Junius des Älteren und Witwe des Delfter Pfarrers Isaac Diamant.